# Mestiz
Mestiz (fra spansk: Mestizo) er en betegnelse, der primært anvendes i Spanien og i spansktalende områder af Amerika og betegner en person, der har europæisk og indiansk afstamning. Betegnelsen anvendes til tider tillige om castizoer (personer, med afstamning fra en europæer og en mestiz). Begrebet blev anvendt i det spanske koloniimperium til inddeling af de forskellige racer i spaniernes casta-system, der blev benyttet i kolonierne.
Under det spanske castas-system med et opbygget hierarki af "racer" udgjorde mestizerne hovedparten af befolkningen i de fleste af de spanske kolonier i Amerika. Mestizerne havde i castas-systemet færre rettigheder end den lille elite af europæisk fødte hvide spaniere (peninsulares) og den lille gruppe af hvide født i kolonierne (criollo), men flere rettigheder end minoriteten af oprindelige indbyggere, de sorte og mulatterne.